# Mulet (oiseau)
Pour les articles homonymes, voir Mulet (homonymie).

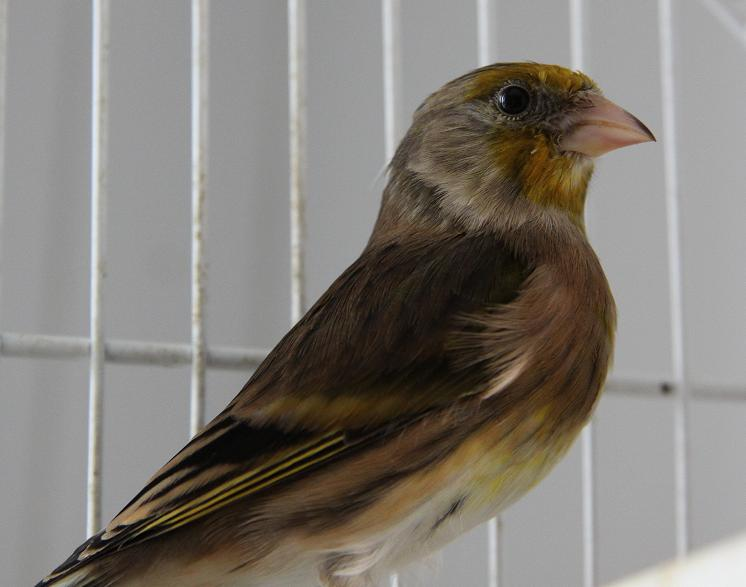
canari x chardonneret élégant

En ornithologie, un mulet est une hybridation interspécifique, c'est-à-dire le produit du croisement entre deux espèces d'oiseaux,. En élevage d'oiseaux de cage, le terme mulet désigne spécifiquement les hybridations dont un des parents est un canari, qu'il soit mâle ou femelle. L'appellation de « mulet » a été choisie par analogie avec l'hybride de l'âne et de la jument.  
Le mulet connaissant le plus de succès depuis la fin du XXe siècle est celui issu du croisement entre canari et chardonneret élégant,,, très apprécié pour son ramage aux tonalités chatoyantes et pour son chant harmonieux. 